# Valentine Colasante
Scènes principales
Opéra national de Paris
Valentine Colasante , née le 5 mars 1989 à Paris, est une danseuse française d'origine italienne . Elle est actuellement  danseuse étoile du ballet de l'Opéra de Paris.

## Biographie
Valentine Colasante passe son enfance entre l’Italie et la France et grandit dans un milieu artistique.
Très jeune, elle intègre l’École de danse de l’Opéra de Paris où elle suit une formation de huit ans. Dès lors sa vie est rythmée par le travail et les efforts quotidiens. Elle apprend à repousser ses limites et à devenir une artiste complète. Cette école de la rigueur lui permet d’être engagée à seulement dix-sept ans dans la prestigieuse institution du Ballet de l’Opéra de Paris. Elle y gravit rapidement tous les échelons un à un. Le 5 janvier 2018, Valentine Colasante est nommée danseuse étoile à l'issue d'une représentation de Don Quichotte.
Très souvent distribuée, Valentine Colasante danse aujourd’hui sur les scènes mythiques du Palais Garnier et de l’Opéra Bastille et se produit régulièrement dans des galas internationaux. Elle participe également à de nombreux projets créatifs dans le cadre de collaborations artistiques avec des marques, des théâtres privés, des musées ou encore des associations.[réf. nécessaire]

## Répertoire
Rôles classiques:
- « Le Lac des Cygnes », « Don Quichotte », « Cendrillon », « Raymonda », « Giselle », « La Bayadère » et « Roméo et Juliette  de Rudolf Noureev[4]
- « Grand Pas Classique » de Victor Gsovsky[4]
- « Carmen » de Roland Petit[4]
- « Dances at a gathering » de Jérôme Robbins[4]
- « Thèmes et Variations » , «Le Palais de Cristal», « Joyaux », « Concerto Barocco » de George Balanchine[4]
- « L’Histoire de Manon » Kenneth MacMillan[4]
- « Daphnis et Chloé » de Benjamin Millepied[4]

Rôles contemporains:
- « In the middle somewhat elevated », « Pas part » et « Artifact » de William Forsythe[4]
- « Rain » de Anne Theresa de Keersmaeker[4]
- « L’Élue » dans Le Sacre du printemps de Pina Bausch[4]
- « Speak for yourself » de Sol Leon et Paul Lightfoot [4]
- « Kaguyahime », « Bella Figura » et « Symphonie de psaumes » de Jiří Kylián[4]
- « L’anatomie de la sensation » et « Tree of codes » de Wayne McGregor[4]
- « Andreauria » de Édouard Lock[4]
- « Répliques » de Nicolas Paul [4]
- « A sort of » de Mats Ek[4]
- « Le Parc » de Angelin Preljocaj[4]
- « The vertiginious thrill of exactituded », de William Forsythe